# Bill Nelson (Musiker)

Bill Nelson

Bill Nelson (* 18. Dezember 1948 in Wakefield, West Yorkshire, England als William Nelson) ist ein englischer Gitarrist, Songwriter, Musikproduzent, Maler und Fotograf. In der fast ein halbes Jahrhundert andauernden musikalischen Karriere veröffentlichte Nelson mit seinen Bands und solo über 100 Alben.

## Biografie
Bill Nelson kommt aus einer musikalischen Familie. Sein Vater Walter Nelson war Saxofonist und Leiter einer Tanzband, seine Mutter Jean war in einer Tanzgruppe aktiv. In der Verwandtschaft gab es weitere Musiker, und Bills Bruder Ian Nelson (1956–2006) war ebenfalls Saxofonist und Mitglied der New-Wave-Band Fiat Lux.
Bill besuchte das Wakefield College of Art, wo er das Werk des französischen Schriftstellers, Regisseurs und Malers Jean Cocteau schätzen lernte. Als Teenager begann er, auf der elektrischen Gitarre zu spielen; zu seinen Vorbildern zählte er Duane Eddy und Hank Marvin. Erste Aufnahmen machte er mit einer Band namens Global Village, die sich 1968 auflöste. Als Sessionmusiker arbeitete er für das Plattenlabel Holyground Records.

## 1970er Jahre
1971 erschien Bill Nelsons erstes Soloalbum Northern Dream; John Peel spielte in seiner Radiosendung regelmäßig Stücke daraus. Es kam zu einem Plattenvertrag mit EMI und zur Gründung der Progressive-Rock-Band Be-Bop Deluxe, deren Debütalbum Axe Victim 1974 herauskam. Mit komplett neuer Besetzung – außer Nelson natürlich – spielte die Gruppe vier weitere Studioalben und eine Live-LP ein, bevor Nelson sie 1978 auflöste.
Mit seiner neuen Band, der New-Wave-Gruppe Red Noise, zu der auch sein Bruder Ian gehörte, veröffentlichte Bill Nelson 1979 das Album Sound - On - Sound und zwei Singles. Ein zweites Album wurde aufgenommen, jedoch von EMI nicht veröffentlicht. Mit einer überarbeiteten Version, Quit Dreaming And Get On The Beam, 1981 erschienen auf Mercury Records, begann Nelson eine Solokarriere. Quit Dreaming And Get On The Beam und das 1982 erschienene The Love That Whirls (Diary Of A Thinking Heart) waren die kommerziell erfolgreichsten Alben Nelsons – beide erreichten die Top Ten der britischen Album-Charts.

## 1980er Jahre
1980 gründete Nelson zusammen mit Mark Rye das Label Cocteau Records, auf dem im Wesentlichen die umfangreiche Produktion Nelsons erschien. Die erste Veröffentlichung war die Single Do You Dream In Colour?, die in den britischen Charts Platz 52 erreichte.
In den 1980ern arbeitete Nelson zeitweise mit anderen Künstlern zusammen – 1983 produzierte er z. B. Gary Numans Album Warrior. Die Zusammenarbeit mit großen Plattenfirmen in Amerika war nicht sonderlich erfolgreich: ein Vertrag mit CBS Records endete nach der Veröffentlichung eines Albums On A Blue Wing (1986), das zuvor in England mit anderer Titelfolge als Getting The Holy Ghost Across erschienen war. Der nachfolgende Vertrag mit Enigma Records fand mit der Auflösung des Labels 1991 sein Ende.

## 1990er Jahre und darüber hinaus
Nach Streitigkeiten mit seinem ex-Manager gewann Nelson die Rechte an seinen früheren Veröffentlichungen zurück. In den 1990ern gründete er das Label Populux, auf dem er jedoch 1998 zum letzten Mal ein Album veröffentlichte. Seine nachfolgenden Alben erschienen auf anderen Labels.
Viele der Alben Nelsons wurden im Laufe der Zeit neu aufgelegt. Zudem gab es eine Reihe von Kompilations-Alben. 2011 brachte Esoteric Recordings das 8-CD-Paket The Practice Of Everyday Life heraus, das 40 Jahre der Karriere von Bill Nelson präsentiert.